# Kalmár Tamás
Kalmár Tamás (1966. augusztus 4. –) magyar színész.

## Életpályája
1966-ban született. 1988-1991 között szerepelt már a kaposvári Csiky Gergely Színházban. 1994-ben végzett a Merlin Színészképző Műhelyben, majd játszott a Merlin Színházban. 2000-től ismét a Csiky Gergely Színház tagja.

## Filmes és televíziós szerepei
- Kismaszat és a gézengúzok (1984)
- Witman fiúk (1997) – hullaszállító
- uristen@menny.hu (2000) – kabinos
- Libiomfi (2003)
- Magyarok az űrben (2008)
- Tóth János (2018) – vendég
- Mellékhatás (2023) – helyszínelő